# Lophothrix humilifrons
Lophothrix humilifrons är en kräftdjursart som beskrevs av Georg Ossian Sars 1905. Lophothrix humilifrons ingår i släktet Lophothrix och familjen Scolecitrichidae. Inga underarter finns listade i Catalogue of Life.